# Comuna Kinda
Kinda (Kinda kommun) este o comună din comitatul Östergötlands län, Suedia, cu o populație de 9.802 locuitori (2013).

## Geografie

### Zone urbane
Lista celor mai mari zone urbane din comună (anul 2015) conform Biroului Central de Statistică al Suediei:
| Nr | Zona urbană | Pop.  |
| -- | ----------- | ----- |
| 1  | Kisa        | 3.776 |
| 2  | Rimforsa    | 2.259 |
| 3  | Horn        | 543   |

## Demografie
| \| Evoluția demografică în comuna Kinda, 1970–2015 \| Evoluția demografică în comuna Kinda, 1970–2015 \| Evoluția demografică în comuna Kinda, 1970–2015 \| Evoluția demografică în comuna Kinda, 1970–2015 \| Evoluția demografică în comuna Kinda, 1970–2015 \| \| ----------------------------------------------------------------------------------------------------- \| ----------------------------------------------- \| ----------------------------------------------- \| ----------------------------------------------- \| ----------------------------------------------- \| \| An \| \| \| Locuitori \| \| \| 1970 \| 1970 \| \| 10487 \| 10487 \| \| 1975 \| 1975 \| \| 10635 \| 10635 \| \| 1980 \| 1980 \| \| 10595 \| 10595 \| \| 1985 \| 1985 \| \| 10136 \| 10136 \| \| 1990 \| 1990 \| \| 10274 \| 10274 \| \| 1995 \| 1995 \| \| 10552 \| 10552 \| \| 2000 \| 2000 \| \| 10129 \| 10129 \| \| 2005 \| 2005 \| \| 9946 \| 9946 \| \| 2010 \| 2010 \| \| 9762 \| 9762 \| \| 2015 \| 2015 \| \| 9795 \| 9795 \| \| Sursa: SCB - Statistika Centralbyrån, Folkmängd efter region, civilstånd, ålder och kön. År 1968–2016 \| \| \| \| \| |      |  |           |       |
| Evoluția demografică în comuna Kinda, 1970–2015 |      |  |           |       |
| An |      |  | Locuitori |       |
| 1970 | 1970 |  | 10487     | 10487 |
| 1975 | 1975 |  | 10635     | 10635 |
| 1980 | 1980 |  | 10595     | 10595 |
| 1985 | 1985 |  | 10136     | 10136 |
| 1990 | 1990 |  | 10274     | 10274 |
| 1995 | 1995 |  | 10552     | 10552 |
| 2000 | 2000 |  | 10129     | 10129 |
| 2005 | 2005 |  | 9946      | 9946  |
| 2010 | 2010 |  | 9762      | 9762  |
| 2015 | 2015 |  | 9795      | 9795  |
| Sursa: SCB - Statistika Centralbyrån, Folkmängd efter region, civilstånd, ålder och kön. År 1968–2016 |      |  |           |       |